# Чемпіонат України з футзалу серед жінок 2018—2019
Чемпіонат України з футзалу серед жінок 2018—2019 — 25-й чемпіонат України, в якому переможцем став київський «IMS-НУХТ» під керівництвом Т. О. Шпички.

## Учасники
Порівняно з попереднім чемпіонатом команд стало менше, а саме 7. Була представлена північна, центральна, східна і західна Україна.
| - «AFC 5G» (Київ) - «Будстар-НПУ» (Київ) - «Багіра-ДЮСШ» (м. Лиман, Донецька область) - «IMS-НУХТ» (Київ) | - «Ладомир» (м. Володимир-Волинський, Волинська область) - «ПЗМС» (Полтава) - «Тесла» (Харків) |

## Регіональний розподіл
| Регіон             | Кіл-ть команд | Команди                       |
| ------------------ | ------------- | ----------------------------- |
| Київ               | 3             | AFC 5G, Будстар-НПУ, IMS-НУХТ |
| Волинська область  | 1             | Ладомир                       |
| Донецька область   | 1             | Багіра-ДЮСШ                   |
| Полтавська область | 1             | ПЗМС                          |
| Харківська область | 1             | Тесла                         |

## Підсумкова таблиця
| М | Команда                   | І  | В  | Н | П  | РМ     | О  |
| - | ------------------------- | -- | -- | - | -- | ------ | -- |
|   | «IMS-НУХТ» Київ           | 12 | 10 | 2 | 0  | 49−16  | 32 |
|   | «Тесла» Харків            | 12 | 9  | 1 | 2  | 71−16  | 28 |
|   | «Будстар-НПУ» Київ        | 12 | 8  | 1 | 3  | 63−27  | 25 |
| 4 | «ПЗМС» Полтава            | 12 | 6  | 1 | 5  | 63−30  | 19 |
| 5 | «Ладомир» Вол.-Волинський | 12 | 3  | 1 | 8  | 47−60  | 10 |
| 6 | «AFC 5G» Київ             | 12 | 2  | 0 | 10 | 29−70  | 6  |
| 7 | «Багіра-ДЮСШ» Лиман       | 12 | 1  | 0 | 11 | 24−127 | 3  |